# 摩托車車架
摩托车车架是摩托車的核心结构。它支撑着发动机，懸吊就安裝在車架上，車架還要支撑着骑手、其他乘客以及行李。油箱和电池也安裝在车架上。早期的摩托车车架都是由钢管製成。後來钛、铝、镁、碳纖維強化聚合物等其他材料也被用來製作摩托車車架。由于不同摩托车的参数（如成本、复杂程度、速度）各不相同，因此没有一种单一理想的车架设计，设计者必须在充分了解所要設計的摩托車市場定位的情况下选择最優設計。